# 질리언 머리
질리언 머리(Jillian Murray, 1984년 6월 4일 ~ )는 미국의 배우이다.

## 출연 작품
- 시크릿 파트너스 (2017)
- 마이 페이버릿 파이브 (2015)
- 윈저 드라이브 (2015)
- 스퀴즈 (2015)
- 캐빈 피버: 페이션트 제로 (2014)
- 슬래쉬 (2014)
- 섹스코치 (2014)
- 비저블 스카스 (2012)
- 쿠거 헌팅 (2011)
- 겟 썸 2 (2011)
- 와일드 씽 4 (2010)
- 더 그레이브스 (2010)
- 너클 드레거 (2009)
- 유쾌한 서니 시즌1 (2009)
- 아메리칸 하이 스쿨 (2009)
- 포겟 미 낫 (2009)
- 아메리칸 캐롤 (2008, An American Carol)
- 드레이크와 조시 (2004)
- 내가 쓴 것 (1996)
- 바디 멜트 (1993)
- 스포츠우드 사람들 (1991)
- 제니 키스드 미 (1986)